# Serie A 2022 (baseball)
La Serie A 2022 è stata la 75ª edizione del massimo campionato italiano di baseball.
Il torneo è iniziato il 1º aprile 2022, mentre le finali scudetto hanno visto il loro inizio il 1º settembre 2022.
Per la seconda stagione di fila si tratta di una Serie A unica, a seguito della fusione tra le vecchie Serie A1 e Serie A2. Le squadre partecipanti sono 30 sulle 32 aventi diritto, visto che Montefiascone e Paternò non si sono iscritte.

## Formula
Nella prima fase, le 30 partecipanti vengono suddivise in quattro gironi da otto squadre (uno dei gironi da otto è poi diventato un girone da sei, a seguito del ritiro del Montefiascone e del Paternò). Ciascun girone è normalmente composto da due squadre che nel 2021 avevano disputato la Poule Scudetto, da una neopromossa e da altre cinque squadre.
Le prime due classificate di ogni girone della prima fase accedono alla Poule Scudetto (composta da due gironi da quattro squadre).
Le squadre non qualificate per la seconda fase vengono invece inserite in quattro gironi di Poule Salvezza da sei squadre ciascuno, il cui ultimo e penultimo posto comporta la partecipazione ai play-out per evitare la retrocessione. Le quattro migliori di ciascun girone accedono alla Coppa Italia.
Le prime due squadre dei due gironi di Poule Scudetto si qualificano per le semifinali scudetto, le quali decidono le due squadre partecipanti alle Italian Baseball Series.
Nel frattempo, tutte le squadre di Serie A giocano per qualificarsi alla Final Four di Coppa Italia, fatta eccezione per le due partecipanti alle finali scudetto (già qualificate) e le otto partecipanti ai play-out.

## Squadre

### Prima fase
Girone A
- BC Settimo
- Cagliari BC
- Campidonico Grizzlies Torino
- Ciemme Oltretorrente
- Ecotherm Brescia[2]
- ParmaClima
- Platform-TMC Poviglio
- Senago Baseball

Girone B
- Camec Collecchio
- ITAS Mutua Rovigo
- Metalco Dragons Castelfranco
- New Black Panthers Ronchi dei Legionari
- Padova Baseball Softball Club
- Sultan Allestimenti Navali Cervignano
- Tecnovap Verona
- UnipolSai Bologna

Girone C
- Longbridge 2000 Bologna
- Comcor Champion Modena
- CSA Torre Pedrera Falcons
- Farma Crocetta
- Fontana Ermes Sala Baganza
- Horta Godo
- Mediolanum New Rimini
- San Marino Baseball

Girone D
- Academy of Nettuno
- Big Mat BSC Grosseto
- Hotsand Macerata Angels
- Nettuno BC 1945
- O.M. Valpanaro Athletics Bologna
- Spirulina Becagli BBC Grosseto

## Risultati

### Prima fase
Girone A
| Prima giornata |                        |            |
|                |                        | 2-3 aprile |
|                | Cagliari - Brescia     | 12-8, 5-4  |
|                | Parma - Settimo        | 12-1, 10-0 |
|                | Senago - Oltretorrente | 9-10, 4-6  |
|                | Poviglio - Torino      | 1-8, 12-3  |

| Quarta giornata |                          |              |
|                 |                          | 23-24 aprile |
|                 | Cagliari - Parma         | 0-16, 1-5    |
|                 | Torino - Settimo         | 4-10, 6-0    |
|                 | Oltretorrente - Poviglio | 12-9, 4-3    |
|                 | Brescia - Senago         | 3-5, 10-2    |

| Settima giornata |                         |              |
|                  |                         | 14-15 maggio |
|                  | Torino - Cagliari       | 10-9, 9-3    |
|                  | Oltretorrente - Brescia | 6-12, 6-5    |
|                  | Senago - Parma          | 1-20, 0-4    |
|                  | Settimo - Poviglio      | 10-3, 3-1    |

| Seconda giornata |                          |             |
|                  |                          | 9-10 aprile |
|                  | Torino - Parma           | 0-12, 4-6   |
|                  | Oltretorrente - Cagliari | 1-8, 6-1    |
|                  | Brescia - Poviglio       | 6-14, 0-1   |
|                  | Settimo - Senago         | 8-2, 5-1    |

| Quinta giornata |                        |                          |
|                 |                        | 29-30 aprile - 1º maggio |
|                 | Parma - Poviglio       | 14-0, 7-2                |
|                 | Torino - Oltretorrente | 10-0, 1-0                |
|                 | Senago - Cagliari      | 10-5, 3-4                |
|                 | Settimo - Brescia      | 6-4, 8-1                 |

| Terza giornata |                         |            |
|                |                         | 16 aprile  |
|                | Senago - Torino         | 1-2, 1-2   |
|                | Poviglio - Cagliari     | 2-14, 3-5  |
|                | Settimo - Oltretorrente | 16-1, 4-7  |
|                | Parma - Brescia         | 12-2, 12-2 |

| Sesta giornata |                       |            |
|                |                       | 7-8 maggio |
|                | Parma - Oltretorrente | 10-4, 5-0  |
|                | Cagliari - Settimo    | 0-9, 3-2   |
|                | Brescia - Torino      | 2-13, 1-6  |
|                | Poviglio - Senago     | 0-7, 3-1   |

Classifica girone A
|    | Classifica girone A          | PG | PV | PP | PCT   | PD   |
| -- | ---------------------------- | -- | -- | -- | ----- | ---- |
| 1. | ParmaClima                   | 14 | 14 | 0  | .1000 | 0.0  |
| 2. | Campidonico Grizzlies Torino | 14 | 10 | 4  | .714  | 4.0  |
| 3. | BC Settimo                   | 14 | 9  | 5  | .643  | 5.0  |
| 4. | Cagliari BC                  | 14 | 7  | 7  | .500  | 7.0  |
| 5. | Ciemme Oltretorrente         | 14 | 7  | 7  | .500  | 7.0  |
| 6. | Platform-TMC Poviglio        | 14 | 4  | 10 | .286  | 10.0 |
| 7. | Senago Baseball              | 14 | 3  | 11 | .214  | 11.0 |
| 8. | Ecotherm Brescia             | 14 | 2  | 12 | .143  | 12.0 |

Parma e Torino accedono alla Poule Scudetto.
Girone B
| Prima giornata |                       |            |
|                |                       | 2-3 aprile |
|                | Bologna - Rovigo      | 8-3, 13-3  |
|                | Ronchi - Cervignano   | 1-0, 3-8   |
|                | Collecchio - Verona   | 4-0, 4-3   |
|                | Castelfranco - Padova | 2-15, 1-0  |

| Quarta giornata |                           |              |
|                 |                           | 23-24 aprile |
|                 | Bologna - Verona          | 8-0, 12-0    |
|                 | Padova - Collecchio       | 1-5, 0-16    |
|                 | Rovigo - Ronchi           | 6-8, 5-2     |
|                 | Cervignano - Castelfranco | 8-1, 5-2     |

| Settima giornata |                           |                 |
|                  |                           | 13-14-15 maggio |
|                  | Padova - Bologna          | 0-10, 0-11      |
|                  | Ronchi - Verona           | 7-6, 11-1       |
|                  | Collecchio - Castelfranco | 13-8, 4-2       |
|                  | Cervignano - Rovigo       | 9-1, 7-0        |

| Seconda giornata |                       |             |
|                  |                       | 9-10 aprile |
|                  | Collecchio - Ronchi   | 2-8, 6-2    |
|                  | Padova - Verona       | 4-2, 3-6    |
|                  | Rovigo - Castelfranco | 5-4, 4-2    |
|                  | Cervignano - Bologna  | 1-2, 0-10   |

| Quinta giornata |                       |                          |
|                 |                       | 29-30 aprile - 1º maggio |
|                 | Ronchi - Bologna      | 2-16, 0-7                |
|                 | Collecchio - Rovigo   | 5-1, 5-3                 |
|                 | Padova - Cervignano   | 20-5, 6-10               |
|                 | Castelfranco - Verona | 1-11, 5-3                |

| Terza giornata |                         |             |
|                |                         | 16 aprile   |
|                | Verona - Rovigo         | 11-15, 4-10 |
|                | Ronchi - Padova         | 2-3, 14-1   |
|                | Bologna - Castelfranco  | 11-1, 10-0  |
|                | Collecchio - Cervignano | 9-3, 10-0   |

| Sesta giornata |                       |            |
|                |                       | 7-8 maggio |
|                | Verona - Cervignano   | 13-3, 9-1  |
|                | Bologna - Collecchio  | 6-2, 16-1  |
|                | Castelfranco - Ronchi | 1-12, 12-2 |
|                | Rovigo - Padova       | 9-5, 3-2   |

Classifica girone B
|    | Classifica girone B                     | PG | PV | PP | PCT   | PD   |
| -- | --------------------------------------- | -- | -- | -- | ----- | ---- |
| 1. | UnipolSai Bologna                       | 14 | 14 | 0  | .1000 | 0.0  |
| 2. | Camec Collecchio                        | 14 | 11 | 3  | .786  | 3.0  |
| 3. | ITAS Mutua Rovigo                       | 14 | 7  | 7  | .500  | 7.0  |
| 4. | New Black Panthers Ronchi dei Legionari | 14 | 7  | 7  | .500  | 7.0  |
| 5. | Sultan Allestimenti Navali Cervignano   | 14 | 6  | 8  | .429  | 8.0  |
| 6. | Tecnovap Verona                         | 14 | 4  | 10 | .286  | 10.0 |
| 7. | Padova Baseball Softball Club           | 14 | 4  | 10 | .286  | 10.0 |
| 8. | Metalco Dragons Castelfranco            | 14 | 3  | 11 | .214  | 11.0 |

Bologna e Collecchio accedono alla Poule Scudetto.
Girone C
| Prima giornata |                            |              |
|                |                            | 1-2-3 aprile |
|                | San Marino - Torre Pedrera | 12-1, 15-0   |
|                | Modena - Longbridge        | 10-2, 5-11   |
|                | Godo - Rimini              | 10-3, 7-4    |
|                | Sala Baganza - Crocetta    | 3-10, 0-4    |

| Quarta giornata |                           |              |
|                 |                           | 23-24 aprile |
|                 | San Marino - Godo         | 11-5, 6-1    |
|                 | Crocetta - Rimini         | 13-6, 5-4    |
|                 | Torre Pedrera - Modena    | 1-8, 3-6     |
|                 | Longbridge - Sala Baganza | 4-1, 15-3    |

| Settima giornata |                            |              |
|                  |                            | 14-15 maggio |
|                  | Rimini - Sala Baganza      | 13-3, 4-3    |
|                  | Modena - Godo              | 4-10, 3-0    |
|                  | Crocetta - San Marino      | 0-12, 6-5    |
|                  | Longbridge - Torre Pedrera | 11-3, 3-5    |

| Seconda giornata |                              |             |
|                  |                              | 9-10 aprile |
|                  | Rimini - Modena              | 2-6, 4-8    |
|                  | Longbridge - San Marino      | 3-9, 2-15   |
|                  | Crocetta - Godo              | 5-8, 3-7    |
|                  | Torre Pedrera - Sala Baganza | 8-3, 10-6   |

| Quinta giornata |                        |            |
|                 |                        | 30 aprile  |
|                 | Modena - San Marino    | 2-4, 0-4   |
|                 | Rimini - Torre Pedrera | 8-4, 2-1   |
|                 | Godo - Sala Baganza    | 17-1, 13-3 |
|                 | Crocetta - Longbridge  | 7-5, 11-1  |

| Terza giornata |                           |            |
|                |                           | 16 aprile  |
|                | Sala Baganza - San Marino | 0-18, 1-20 |
|                | Rimini - Longbridge       | 12-9, 8-11 |
|                | Modena - Crocetta         | 4-2, 4-3   |
|                | Godo - Torre Pedrera      | 13-3, 15.0 |

| Sesta giornata |                          |            |
|                |                          | 7-8 maggio |
|                | Godo - Longbridge        | 4-1, 11-0  |
|                | San Marino - Rimini      | 16-1, 5-0  |
|                | Sala Baganza - Modena    | 1-6, 3-6   |
|                | Torre Pedrera - Crocetta | 0-3, 1-7   |

Classifica girone C
|    | Classifica girone C        | PG | PV | PP | PCT  | PD   |
| -- | -------------------------- | -- | -- | -- | ---- | ---- |
| 1. | San Marino Baseball        | 14 | 13 | 1  | .929 | 0.0  |
| 2. | Horta Godo                 | 14 | 11 | 3  | .786 | 2.0  |
| 3. | Comcor Champion Modena     | 14 | 10 | 4  | .714 | 3.0  |
| 4. | Farma Crocetta             | 14 | 9  | 5  | .643 | 4.0  |
| 5. | Longbridge 2000 Bologna    | 14 | 5  | 9  | .357 | 8.0  |
| 6. | Mediolanum New Rimini      | 14 | 5  | 9  | .357 | 8.0  |
| 7. | CSA Torre Pedrera Falcons  | 14 | 3  | 11 | .214 | 10.0 |
| 8. | Fontana Ermes Sala Baganza | 14 | 0  | 14 | .000 | 13.0 |

San Marino e Godo accedono alla Poule Scudetto.
Girone D
| Prima giornata |                                   |             |
|                |                                   | 9-10 aprile |
|                | Nettuno 1945 - Academy of Nettuno | 11-2, 11-0  |
|                | Athletics BO - BBC Grosseto       | 1-12, 1-8   |
|                | BSC Grosseto - Macerata           | 5-15, 0-12  |

| Quarta giornata |                                   |                       |
|                 |                                   | 30 aprile - 1º maggio |
|                 | BBC Grosseto - Academy of Nettuno | 9-7, 17-2             |
|                 | Nettuno 1945 - BSC Grosseto       | 2-3, 10-0             |
|                 | Athletics BO - Macerata           | 2-7, 0-14             |

| Seconda giornata |                               |           |
|                  |                               | 16 aprile |
|                  | Athletics BO - BSC Grosseto   | 0-1, 0-8  |
|                  | BBC Grosseto - Nettuno 1945   | 6-4, 3-2  |
|                  | Academy of Nettuno - Macerata | 4-12, 2-7 |

| Quinta giornata |                                   |              |
|                 |                                   | 14-22 giugno |
|                 | Macerata - BBC Grosseto           | 2-9, 2-1     |
|                 | Nettuno 1945 - Athletics BO       | 10-1, 11-1   |
|                 | BSC Grosseto - Academy of Nettuno | 5-2, 8-2     |

| Terza giornata |                                   |              |
|                |                                   | 23-24 aprile |
|                | Academy of Nettuno - Athletics BO | 3-2, 9-10    |
|                | Macerata - Nettuno 1945           | 4-13, 0-6    |
|                | BSC Grosseto - BBC Grosseto       | 7-6, 2-12    |

Classifica girone D
|    | Classifica girone D              | PG | PV | PP | PCT  | PD  |
| -- | -------------------------------- | -- | -- | -- | ---- | --- |
| 1. | Spirulina Becagli BBC Grosseto   | 10 | 8  | 2  | .800 | 0.0 |
| 2. | Nettuno BC 1945                  | 10 | 7  | 3  | .700 | 1.0 |
| 3. | Hotsand Macerata Angels          | 10 | 7  | 3  | .700 | 1.0 |
| 4. | Big Mat BSC Grosseto             | 10 | 6  | 4  | .600 | 2.0 |
| 5. | Academy of Nettuno               | 10 | 1  | 9  | .100 | 7.0 |
| 6. | O.M. Valpanaro Athletics Bologna | 10 | 1  | 9  | .100 | 7.0 |

BBC Grosseto e Nettuno 1945 accedono alla Poule Scudetto.

### Seconda fase

#### Poule Salvezza
Girone D1
- BC Settimo
- Cagliari BC
- Ciemme Oltretorrente
- Metalco Dragons Castelfranco
- Padova Baseball Softball Club
- Tecnovap Verona

Girone E1
- Ecotherm Brescia
- ITAS Mutua Rovigo
- New Black Panthers Ronchi dei Legionari
- Platform-TMC Poviglio
- Senago Baseball
- Sultan Allestimenti Navali Cervignano

Girone F1
- Comcor Champion Modena
- Farma Crocetta
- Fontana Ermes Sala Baganza
- Mediolanum New Rimini
- O.M. Valpanaro Athletics Bologna

Girone G1
- Academy of Nettuno
- Big Mat BSC Grosseto
- CSA Torre Pedrera Falcons
- Hotsand Macerata Angels
- Longbridge 2000 Bologna

Girone D1
| Prima giornata |                         |            |
| 28-29 maggio   |                         | 2-3 luglio |
| 12-0, 10-1     | Cagliari - Castelfranco | 13-1, 2-0  |
| 1-7, 10-5      | Padova - Verona         | 11-9, 0-8  |
| 2-4, 3-13      | Oltretorrente - Settimo | 9-14, 2-6  |

| Quarta giornata |                          |              |
| 18-19 giugno    |                          | 23-24 luglio |
| 4-3, 7-2        | Cagliari - Oltretorrente | 4-3, 7-5     |
| 14-4, 1-7       | Padova - Castelfranco    | 8-3, 0-3     |
| 0-11, 1-2       | Settimo - Verona         | 7-11, 7-2    |

| Seconda giornata |                              |             |
| 4-5 giugno       |                              | 9-10 luglio |
| 7-10, 2-7        | Verona - Cagliari            | 12-14, 1-12 |
| 2-9, 3-16        | Castelfranco - Oltretorrente | 1-2, 3-2    |
| 6-7, 0-9         | Settimo - Padova             | 12-2, 3-1   |

| Quinta giornata |                        |              |
| 25-26 giugno    |                        | 30-31 luglio |
| 8-12, 3-1       | Cagliari - Padova      | 12-7, 9-1    |
| 8-3, 1-10       | Castelfranco - Settimo | 0-10, 0-13   |
| 2-7, 11-4       | Oltretorrente - Verona | 2-1, 1-7     |

| Terza giornata |                        |              |
| 11-12 giugno   |                        | 16-17 luglio |
| 5-2, 7-3       | Padova - Oltretorrente | 1-2, 6-7     |
| 7-5, 5-4       | Verona - Castelfranco  | 16-5, 10-7   |
| 5-4, 8-2       | Cagliari - Settimo     | 5-15, 3-2    |

Classifica girone D1
|    | Classifica girone D1          | PG | PV | PP | PCT  | PD   |
| -- | ----------------------------- | -- | -- | -- | ---- | ---- |
| 1. | Cagliari BC                   | 20 | 18 | 2  | .900 | 0.0  |
| 2. | Tecnovap Verona               | 20 | 11 | 9  | .550 | 7.0  |
| 3. | BC Settimo                    | 20 | 11 | 9  | .550 | 7.0  |
| 4. | Padova Baseball Softball Club | 20 | 9  | 11 | .450 | 9.0  |
| 5. | Ciemme Oltretorrente          | 20 | 7  | 13 | .350 | 11.0 |
| 6. | Metalco Dragons Castelfranco  | 20 | 4  | 16 | .200 | 14.0 |

Castelfranco costretto ai play-out.
Girone E1
| Prima giornata |                     |            |
| 29 maggio      |                     | 2-3 luglio |
| 6-0, 9-0       | Rovigo - Senago     | 12-7, 4-1  |
| 5-4, 2-0       | Poviglio - Brescia  | 6-1, 3-0   |
| 0-7, 3-7       | Cervignano - Ronchi | 1-0, 1-11  |

| Quarta giornata |                     |             |
| 18-19 giugno    |                     | 24 luglio   |
| 0-13, 0-3       | Brescia - Ronchi    | 15-0, canc. |
| 6-8, 5-3        | Poviglio - Senago   | 2-4, 12-2   |
| 11-0, 2-4       | Rovigo - Cervignano | 9-6, 6-0    |

| Seconda giornata |                     |           |
| 4-5 giugno       |                     | 10 luglio |
| 8-10, 9-7        | Brescia - Rovigo    | 1-4, 2-6  |
| 18-3, 0-2        | Ronchi - Poviglio   | 4-6, 1-2  |
| 4-5, 3-5         | Senago - Cervignano | 2-1, 5-3  |

| Quinta giornata |                      |              |
| 26 giugno       |                      | 30-31 luglio |
| 4-1, 7-3        | Rovigo - Poviglio    | 3-8, 3-2     |
| 2-12, 1-8       | Senago - Ronchi      | 3-11, 2-7    |
| 1-2, 0-2        | Cervignano - Brescia | 0-3, 10-1    |

| Terza giornata |                       |           |
| 11-12 giugno   |                       | 17 luglio |
| 3-6, 8-7       | Ronchi - Rovigo       | 5-3, 5-6  |
| 3-8, 10-1      | Poviglio - Cervignano | 2-5, 1-0  |
| 7-10, 7-20     | Brescia - Senago      | 2-3, 2-3  |

Classifica girone E1
|    | Classifica girone E1                    | PG | PV | PP | PCT  | PD   |
| -- | --------------------------------------- | -- | -- | -- | ---- | ---- |
| 1. | ITAS Mutua Rovigo                       | 20 | 15 | 5  | .750 | 0.0  |
| 2. | New Black Panthers Ronchi dei Legionari | 19 | 13 | 6  | .684 | 1.5  |
| 3. | Platform-TMC Poviglio                   | 20 | 12 | 8  | .600 | 3.0  |
| 4. | Senago Baseball                         | 20 | 8  | 12 | .400 | 7.0  |
| 5. | Sultan Allestimenti Navali Cervignano   | 20 | 7  | 13 | .350 | 8.0  |
| 6. | Ecotherm Brescia                        | 19 | 4  | 15 | .211 | 10.5 |

Brescia costretta ai play-out.
Girone F1
| Prima giornata |                       |            |
| 28 maggio      |                       | 2-3 luglio |
| 14-1, 2-0      | Modena - Sala Baganza | 11-10, 1-2 |
| 3-4, 8-10      | Rimini - Crocetta     | 2-5, 7-1   |
|                | Riposa: Athletics BO  |            |

| Quarta giornata |                             |              |
| 18-19 giugno    |                             | 23-24 luglio |
| 1-12, 10-4      | Rimini - Modena             | 4-5, 2-6     |
| 2-10, 5-0       | Athletics BO - Sala Baganza | 5-0, 5-1     |
|                 | Riposa: Crocetta            |              |

| Seconda giornata |                         |             |
| 4-5 giugno       |                         | 9-10 luglio |
| 13-15, 10-2      | Crocetta - Athletics BO | 9-2, 1-0    |
| 8-5, 0-6         | Sala Baganza - Rimini   | 5-4, 7-5    |
|                  | Riposa: Modena          |             |

| Quinta giornata |                         |              |
| 25 giugno       |                         | 30-31 luglio |
| 12-2, 8-1       | Crocetta - Sala Baganza | 8-3, 13-4    |
| 2-1, 5-12       | Modena - Athletics BO   | 11-3, 4-11   |
|                 | Riposa: Rimini          |              |

| Terza giornata |                       |           |
| 11-12 giugno   |                       | 16 luglio |
| 9-8, 8-1       | Modena - Crocetta     | 2-8, 9-2  |
| 5-7, 1-0       | Athletics BO - Rimini | 7-5, 2-1  |
|                | Riposa: Sala Baganza  |           |

Classifica girone F1
|    | Classifica girone F1             | PG | PV | PP | PCT  | PD  |
| -- | -------------------------------- | -- | -- | -- | ---- | --- |
| 1. | Comcor Champion Modena           | 16 | 11 | 5  | .688 | 0.0 |
| 2. | Farma Crocetta                   | 16 | 11 | 5  | .688 | 0.0 |
| 3. | O.M. Valpanaro Athletics Bologna | 16 | 9  | 7  | .563 | 2.0 |
| 4. | Fontana Ermes Sala Baganza       | 16 | 5  | 11 | .313 | 6.0 |
| 5. | Mediolanum New Rimini            | 16 | 4  | 12 | .250 | 7.0 |

Rimini costretto ai play-out.
Girone G1
| Prima giornata |                            |           |
| 28-29 maggio   |                            | 3 luglio  |
| 12-0, 10-1     | Macerata - Torre Pedrera   | 0-9, 8-0  |
| 1-7, 10-5      | BSC Grosseto - Longbridge  | 2-12, 9-2 |
|                | Riposa: Academy of Nettuno |           |

| Quarta giornata |                                   |              |
| 18-19 giugno    |                                   | 23-24 luglio |
| 2-3, 8-7        | Torre Pedrera - Longbridge        | 9-8, 1-9     |
| 11-1, 25-8      | BSC Grosseto - Academy of Nettuno | 2-4, 10-9    |
|                 | Riposa: Macerata                  |              |

| Seconda giornata |                               |             |
| 4 giugno         |                               | 9-10 luglio |
| 5-7, 0-11        | Torre Pedrera - BSC Grosseto  | 1-11, 3-18  |
| 4-15, 3-6        | Academy of Nettuno - Macerata | 2-13, 3-9   |
|                  | Riposa: Longbridge            |             |

| Quinta giornata |                                    |            |
| 25 giugno       |                                    | 31 luglio  |
| 9-8, 13-4       | Academy of Nettuno - Torre Pedrera | 2-12, 5-4  |
| 10-4, 6-0       | Macerata - Longbridge              | 11-4, 13-1 |
|                 | Riposa: BSC Grosseto               |            |

| Terza giornata |                                 |              |
| 11-12 giugno   |                                 | 16-17 luglio |
| 4-2, 7-2       | Academy of Nettuno - Longbridge | 3-7, 0-9     |
| 3-0, 2-4       | BSC Grosseto - Macerata         | 5-8, 1-7     |
|                | Riposa: Torre Pedrera           |              |

Classifica girone G1
|    | Classifica girone G1      | PG | PV | PP | PCT  | PD   |
| -- | ------------------------- | -- | -- | -- | ---- | ---- |
| 1. | Hotsand Macerata Angels   | 16 | 14 | 2  | .875 | 0.0  |
| 2. | Big Mat BSC Grosseto      | 16 | 11 | 5  | .688 | 3.0  |
| 3. | Academy of Nettuno        | 16 | 6  | 10 | .375 | 8.0  |
| 4. | Longbridge 2000 Bologna   | 16 | 5  | 11 | .313 | 9.0  |
| 5. | CSA Torre Pedrera Falcons | 16 | 4  | 12 | .250 | 10.0 |

Torre Pedrera costretto ai play-out.

#### Poule Scudetto
Girone A1
- Camec Collecchio
- Nettuno BC 1945
- ParmaClima
- San Marino Baseball

Girone B1
- Campidonico Grizzlies Torino
- Horta Godo
- Spirulina Becagli BBC Grosseto
- UnipolSai Bologna

Girone A1
| Prima giornata             |                           |            |
| 19-21 maggio, 10-11 giugno |                           | 2-3 luglio |
| 8-5, 2-1, 3-4              | Parma - San Marino        | 13-1, 2-0  |
| 2-16, 9-0, 7-5             | Collecchio - Nettuno 1945 | 11-9, 0-8  |

| Seconda giornata |                           |                |
| 27-28 maggio     |                           | 29-30 luglio   |
| 1-5, 1-15, 5-6   | Collecchio - Parma        | 1-5, 3-6, 1-5  |
| 1-2, 3-10, 0-3   | Nettuno 1945 - San Marino | 0-6, 2-0, 2-10 |

| Terza giornata |                         |               |
| 3-4 giugno     |                         | 5-6 agosto    |
| 1-5, 12-2, 8-0 | San Marino - Collecchio | 5-2, 6-5, 5-2 |
| 5-4, 1-7, 3-2  | Parma - Nettuno 1945    | 3-0, 2-3, 9-1 |

Classifica girone A1
|    | Classifica girone A1 | PG | PV | PP | PCT  | PD   |
| -- | -------------------- | -- | -- | -- | ---- | ---- |
| 1. | San Marino Baseball  | 30 | 24 | 6  | .800 | 0.0  |
| 2. | ParmaClima           | 30 | 21 | 9  | .700 | 3.0  |
| 3. | Nettuno BC 1945      | 30 | 10 | 20 | .333 | 14.0 |
| 4. | Camec Collecchio     | 30 | 7  | 23 | .233 | 17.0 |

San Marino e Parma accedono alle semifinali scudetto.
Girone B1
| Prima giornata |                     |                 |
| 27-28 maggio   |                     | 29-30 luglio    |
| 6-1, 7-1, 4-0  | Bologna - Torino    | 10-1, 13-4, 7-0 |
| 8-7, 2-5, 5-2  | BBC Grosseto - Godo | 2-1, 4-2, 4-2   |

| Seconda giornata |                       |               |
| 3-4 giugno       |                       | 5-6 agosto    |
| 0-8, 3-11, 0-2   | Godo - Bologna        | 2-4, 3-8, 1-5 |
| 4-1, 3-5, 0-2    | Torino - BBC Grosseto | 9-7, 5-7, 1-4 |

| Terza giornata |                    |               |
| 10-11 giugno   |                    | 12-13 agosto  |
| 1-7, 4-1, 4-1  | Torino - Godo      | 1-2, 7-4, 7-8 |
| 0-1, 7-10, 1-3 | Grosseto - Bologna | 0-1, 2-6, 1-0 |

Classifica girone B1
|    | Classifica girone B1           | PG | PV | PP | PCT  | PD   |
| -- | ------------------------------ | -- | -- | -- | ---- | ---- |
| 1. | UnipolSai Bologna              | 30 | 26 | 4  | .867 | 0.0  |
| 2. | Spirulina Becagli BBC Grosseto | 30 | 16 | 14 | .533 | 10.0 |
| 3. | Campidonico Grizzlies Torino   | 30 | 11 | 19 | .367 | 15.0 |
| 4. | Horta Godo                     | 30 | 5  | 25 | .167 | 21.0 |

Bologna e BBC Grosseto accedono alle semifinali scudetto.

### Semifinali scudetto
Le semifinali sono state disputate tra il 18 agosto (gara 1) e il 29 agosto (gara 7). La squadra meglio classificata in regular season ha disputato in casa gara 1, gara 2 e le eventuali gara 6 e gara 7.
|  | Semifinale                     |                                |                                |                                |   |    |   |   |   |   |  |
|  |                                |                                |                                |                                |   |    |   |   |   |   |  |
|  | San Marino Baseball            | San Marino Baseball            | San Marino Baseball            | San Marino Baseball            | 4 | 13 | 4 | 6 | 5 | 4 |  |
|  | Spirulina Becagli BBC Grosseto | Spirulina Becagli BBC Grosseto | Spirulina Becagli BBC Grosseto | Spirulina Becagli BBC Grosseto | 1 | 3  | 5 | 0 | 2 | 1 |  |

|  | Semifinale        |                   |   |   |   |   |   |   |   |   |  |
|  |                   |                   |   |   |   |   |   |   |   |   |  |
|  | UnipolSai Bologna | UnipolSai Bologna | 2 | 8 | 4 | 1 | 2 | 1 | 1 | 3 |  |
|  | ParmaClima        | ParmaClima        | 3 | 4 | 2 | 2 | 3 | 0 | 2 | 4 |  |

### Italian Baseball Series
La serie, che vede spesso partite finire punto a punto, è un avvicendarsi di vantaggi sammarinesi e di pareggi parmigiani.

Si arriva così alla decisiva gara 7, visto che ciascuna delle due squadre aveva vinto tre gare a testa.

Il cubano Noel González porta avanti i gialloblu con un fuoricampo da un punto nella parte alta dell'ottavo inning, ma nella parte bassa della stessa ripresa arriva poi il singolo del venezuelano Gabriel Lino che manda a punto il compagno di squadra Batista. Le due compagini vanno avanti ad oltranza fino a quando, nella parte bassa del dodicesimo inning, è ancora Lino a trovare la valida al centro che significa scudetto per San Marino, il secondo consecutivo e il sesto nella storia del club.

#### Risultati

##### Gara 1
| Serravalle 1º settembre 2022, ore 20:30 Gara 1                                                    | San Marino Baseball | 3 – 1 referto     | ParmaClima | Stadio di Serravalle |
| \| \| \| \| \| Lino \| Doppi \| Rodríguez, Talevi \| \| Lino al 2º da 1 punto \| Fuoricampo \| \| |                     |                   |            |                      |
|                                                                                                   |                     |                   |            |                      |
| Lino                                                                                              | Doppi               | Rodríguez, Talevi |            |                      |
| Lino al 2º da 1 punto                                                                             | Fuoricampo          |                   |            |                      |

##### Gara 2
| Serravalle 2 settembre 2022, ore 20:30 Gara 2                                                                                  | San Marino Baseball | 4 – 13 referto            | ParmaClima | Stadio di Serravalle |
| \| \| \| \| \| Lino, Batista \| Doppi \| Flisi \| \| \| Tripli \| González \| \| \| Fuoricampo \| Desimoni al 3º da 1 punto \| |                     |                           |            |                      |
| |                     |                           |            |                      |
| Lino, Batista | Doppi               | Flisi                     |            |                      |
| | Tripli              | González                  |            |                      |
| | Fuoricampo          | Desimoni al 3º da 1 punto |            |                      |

##### Gara 3
| Parma 5 settembre 2022, ore 20:30 Gara 3 | ParmaClima | 0 – 1 referto | San Marino Baseball | Stadio Nino Cavalli |
| \| \| \| \| \| \| Doppi \| Batista \|    |            |               |                     |                     |
|                                          |            |               |                     |                     |
|                                          | Doppi      | Batista       |                     |                     |

##### Gara 4
| Parma 6 settembre 2022, ore 20:30 Gara 4 | ParmaClima | 2 – 1 referto | San Marino Baseball | Stadio Nino Cavalli |

##### Gara 5
| Parma 7 settembre 2022, ore 20:30 Gara 5                                                 | ParmaClima | 4 – 10 referto                 | San Marino Baseball | Stadio Nino Cavalli |
| \| \| \| \| \| \| Doppi \| Batista, Lino, Celli, Pulzetti \| \| González \| Tripli \| \| |            |                                |                     |                     |
|                                                                                          |            |                                |                     |                     |
|                                                                                          | Doppi      | Batista, Lino, Celli, Pulzetti |                     |                     |
| González                                                                                 | Tripli     |                                |                     |                     |

##### Gara 6
| Serravalle 10 settembre 2022, ore 20:30 Gara 6 | San Marino Baseball | 1 – 2 referto | ParmaClima | Stadio di Serravalle |

##### Gara 7
| Serravalle 11 settembre 2022, ore 20:30 Gara 7                                          | San Marino Baseball | 2 – 1 referto              | ParmaClima | Stadio di Serravalle |
| \| \| \| \| \| \| Doppi \| Astorri \| \| \| Fuoricampo \| González all'8º da 1 punto \| |                     |                            |            |                      |
|                                                                                         |                     |                            |            |                      |
|                                                                                         | Doppi               | Astorri                    |            |                      |
|                                                                                         | Fuoricampo          | González all'8º da 1 punto |            |                      |

### Play-out salvezza
I play-out si svolgeranno tra il 3-4 settembre (gara 1) e l'11 settembre (eventuale gara 5). Brescia e Castelfranco giocheranno in casa gara 1 e gara 2, Torre Pedrera e Rimini giocheranno in casa le restanti gara 3, eventuale gara 4 ed eventuale gara 5.
|  | Play-out                  |                           |    |   |   |   |   |  |
|  |                           |                           |    |   |   |   |   |  |
|  | CSA Torre Pedrera Falcons | CSA Torre Pedrera Falcons | 13 | 1 | 4 | 0 | 5 |  |
|  | Ecotherm Brescia          | Ecotherm Brescia          | 0  | 5 | 2 | 3 | 7 |  |

|  | Play-out                     |                              |   |   |   |    |   |  |
|  |                              |                              |   |   |   |    |   |  |
|  | Mediolanum New Rimini        | Mediolanum New Rimini        | 2 | 1 | 5 | 11 | 3 |  |
|  | Metalco Dragons Castelfranco | Metalco Dragons Castelfranco | 4 | 3 | 4 | 1  | 4 |  |

Torre Pedrera e Rimini retrocedono in Serie B.